# Вильегас, Хайме
Хайме Вильегас (исп. Jaime Villegas; 5 июля 1950, Ла-Сейба, Гондурас) — гондурасский футболист, играл на позиции защитника за клуб «Реал Эспанья», а также национальную сборную Гондураса.

## Клубная карьера
Во взрослом футболе дебютировал в 1968 году выступлениями за команду клуба «Реал Эспанья», цвета которого и защищал на протяжении всей своей карьеры, длившейся целых восемнадцать лет. За это время провел в национальном первенстве 309 матчей, что на то время было рекордным показателем для гондурасского футбола.

## Выступления за сборную
В 1973 году дебютировал в официальных матчах в составе национальной сборной Гондураса. В течение карьеры в национальной команде, которая длилась 13 лет, провел в форме главной команды страны 32 матча.
В составе сборной был участником чемпионата мира 1982 года в Испании, где принял участие во всех трех играх группового этапа, после которого его команда закончила выступления на турнире, записав впрочем себе две ничьи в играх с Северной Ирландией и хозяевами финальной части мундиаля испанцами.

## Дальнейшая жизнь
В мае 2010 года был избран президентом родного клуба «Реал Эспанья», а впоследствии стал его спортивным директором.

## Ссылка
- Профиль на сайте FIFA.com (англ.)
- Профиль на сайте worldfootball.net (англ.)